# John Dendahl
John Hoge Dendahl (* 28. September 1938 in Santa Fe; † 9. November 2013 in Denver, Colorado) war ein US-amerikanischer Politiker der Republikaner und Kolumnist. In den 1960er Jahren war er einer der besten Nordischen Skisportler der USA.
John Dendahl studierte an der University of Colorado und startete für das Skiteam der Universität, mit dem er 1959 den National-Collegiate-Athletic-Association-Titel (NCAA) gewann. 1960 gewann er den NCAA-Titel als Nordischer Kombinierer. Zudem qualifizierte er sich für die Olympischen Winterspiele 1960 in Squaw Valley und startete dort an der Seite von Mack Miller, Karl Bohlin und Peter Lahdenpera in der Langlaufstaffel, die den elften Platz erreichte.
Von 1988 bis 1990 war Dendahl Minister für wirtschaftliche Entwicklung und Tourismus im US-Bundesstaat New Mexico. Dendahl fungierte von 1994 bis 2003 als Vorsitzender der Republikanischen Partei seines Bundesstaates. Im Jahr 1994 schlug seine Bewerbung für die Kandidatur zum Gouverneur bei den Vorwahlen seiner Partei fehl. Er bewarb sich 2006 erneut um dieses Amt und wurde diesmal auch von den Republikanern aufgestellt, verlor aber mit nur 32 Prozent der Stimmen gegen den demokratischen Amtsinhaber Bill Richardson.